# Antiphon (frère de Platon)
Cet article concerne le frère de Platon. Pour l'orateur attique, voir Antiphon (orateur).

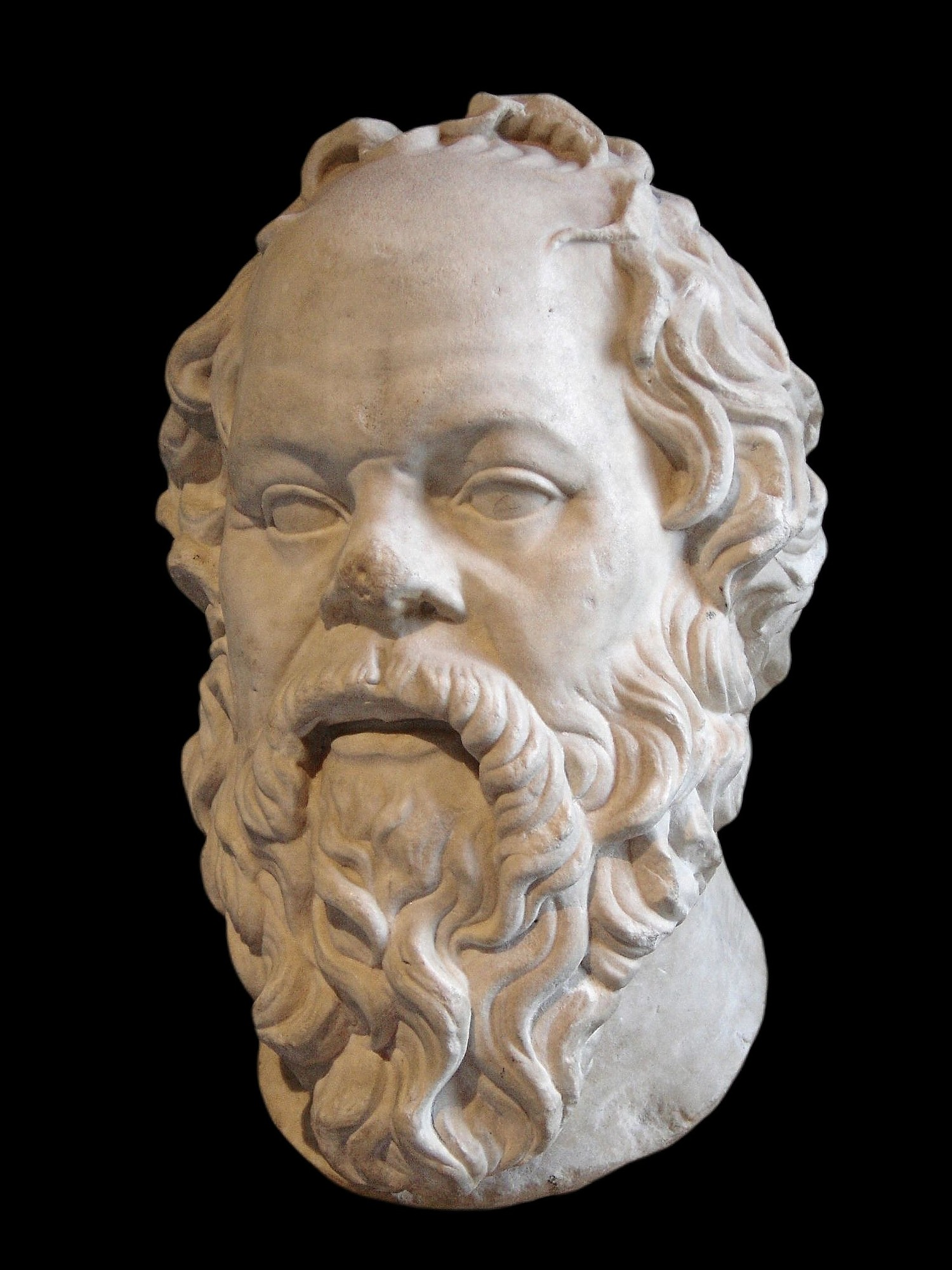
Socrate, dont Antiphon apprenait par cœur les démonstrations. Copie romaine du I^{er} siècle.

Antiphon (en grec ancien : Ἀντιφῶν) est un frère du philosophe Platon. Il est le narrateur du Parménide.
D'après Plutarque, il est le plus jeune frère de Platon. Grand amateur de philosophie dans sa prime jeunesse, il apprend par cœur les entretiens de Socrate et Parménide avec son ami Zénon. Plus tard, il se retire à Mélitè et se consacre presque exclusivement à l'éducation de chevaux avec son grand-père, ce qui ne l'empêche pas de raconter à des amis ces fameux entretiens de Socrate.

Au début du Parménide, il est appelé "frère maternel de Glaucon et Adimante". Proclus, dans ses Commentaires, nous donne l'explication de cette expression :
Quant aux détails historiques, si quelqu'un y prend intérêt, voici ce qu'il en est : Périctioné, après avoir donne à Ariston trois fils, Platon, Adimante et Glaucon, après le décès de ce premier mari, épousa un autre homme, dont le nom était Pyrilampès. que Socrate mentionne dans le Gorgias, lorsqu'il dit à Calliclès : que lui-même brûle d'amour pour le fils de Clinias et pour la philosophie, mais lui, Calliclès, pour le peuple ("δῆμος", dêmos) d'Athènes et pour le fils de Pyrilampès. Celui-ci qui était né à Pyrilampès, d'une première femme, portait ce nom (de Δῆμος, Dêmos). Périctioné épousa donc Pyrilampès à qui elle donna un fils Antiphon, celui qu'ici Platon appelle le frère par sa mère d'Adimante et de Glaucon.